# 기수 (물)
기수(汽水, 영어: brackish water)는 해수와 담수가 혼합되어 있는 곳의 물로 민물보다는 염분이 높고 해수보다는 염분이 적은 물이다. 보통 1kg당 염소의 g수(퍼밀)를 염소량이라 하는데, 원양의 바닷물의 염소량은 보통 17~19‰이다. 이에 비해 근해나 하구의 염소량은 불명확하여 하한(0.2~0.5퍼밀)과 상한(16.5~20퍼밀)이 연구자에 따라 다르다. 염분의 농도가 낮은 하구 일대를 기수역(汽水域)이라 하는데, 큰 강의 하구에서는 수백km의 먼 바다까지 이르지만, 보통은 2~3km이다.

## 수치로 정의
|               | 담수        | 저염수        | 염수/소금물     | 고염수           |
| 소금 농도 (‰) | <0.5        | 0.5~30        | 30~50           | >50              |
| 자연 사례     | 민물        | 짠물          | 짠물            | 짠물             |
| 자연 사례     | 민물        | 기수          | 바닷물(35) 염호 | 고염호 사해(340) |
| 이용 사례     | 식수 수돗물 | 생리식염수(9) |                 | 염지액           |

## 같이 보기
- 담수화
- 틸라피아 (어류)